# Danckwardt
Danckwardt är en svensk släkt av vilken många grenar adlats.

## Historik
Stamfader för ätten är Henric Danckwardt som enligt Gabriel Anrep var en förnämlig handelman i Lübeck. Hans hustru Catharina tillhörde samma släkt Danckwardt som han själv. Två söner till dessa, Joachim och Michael, inflyttade till Sverige under slutet av 1500-talet. Michael Danckwardt var smed och faktor vid gevärsfaktoriet i Örebro. Hans son adlades Danckwardt-Lilljeström.
Joachim Danckwardt blev förmögen som handelsman i Nyköping där han blev rådman och borgmästare. Han fick sammanlagt 29 barn i sina tre äktenskap. Första hustrun Brita Olofsdotter var dotter till en kyrkoherde i Uppsala, andra hustrun var Abelonia Becker som var dotter till en handelsman i Lübeck, och den tredje Carin Wastesdotter vars far var rådman i Stockholm.
En son i andra äktenskapet, Peter Danckwardt var handelsborgare i Norrköping. han var som fadern gift tre gånger ock fick som fadern 29 barn. Den tredje hustrun var Catharina Sabina Crail, med vilken han bland annat fick sönerna Peter och Georg Danckwardt. Peter Danckwardt adlades von Danckwardt och upphöjdes till friherre. Georg adlades med bibehållet namn Danckwardt 1706 och introducerades år 1710 på nr 1412. Hans hustru Johanna Maria Papke var dotter till biskop Christian Papke och Cecilia Torslow. Denna släktgren drev Torsebro krutbruk, och en dotter blev stammoder för ätten Stjernheim. Ätten nr 1412 fortlever. En gren av denna ätt överflyttade till Brasilien och konverterade till katolicismen på 1800-talet.
En son till Joachim Danckwardt i hans tredje äktenskap var Henric Danckwardt, vice president i Reduktionskollegium, som adlades 1662 på bibehållet namn och introducerades två år senare på nummer 711. Hans hustru änkan Elisabeth Clerck var dotter till amiralen Johan Clerck. Ätten fortlevde bara med en son, överste Henric Danckwardt, gift Juditha Insenstjerna vars mor var en Leijel. Henric Danckwardt halshöggs 1719 för att han överlämnade Marstrand utan strid till danskarna, och hans slöt därför ätten nr 711 på svärdssidan.